# Schulsachen
Unter dem Sammelbegriff Schulsachen (Schulmaterialien) oder Schulbedarf werden verschiedene Materialien zusammengefasst, die Schüler für ihren Alltag in der Schule benötigen. 
Zu den Schulsachen können etwa gehören: 
- Schulranzen (Schultasche, Thek),
- Schuluniform,
- Schulbücher und andere Medien (Lernmittel) wie Übungsbücher, Atlanten, Taschenrechner
- Schulhefte,
- Federmäppchen (Federpennal) und Inhalt, Malkasten,
- Bastelmaterialien, Nähzeug,
- Turnbeutel, Sportzeug
- Schutzbekleidung (etwa für den Chemieunterricht),
- Werkzeug (etwa für Berufsschulen).